# TT75
TT75 (Theban Tomb 75) è la sigla che identifica una delle Tombe dei Nobili ubicate nell’area della cosiddetta Necropoli Tebana, sulla sponda occidentale del Nilo dinanzi alla città di Luxor, in Egitto. Destinata a sepolture di nobili e funzionari connessi alle case regnanti, specie del Nuovo Regno, l'area venne sfruttata, come necropoli, fin dall'Antico Regno e, successivamente, sino al periodo Saitico (con la XXVI dinastia) e Tolemaico.

## Titolare
TT75 era la tomba di:
| Titolare       | Titolo                  | Necropoli           | Dinastia/Periodo             | Note                                                                                 |
| -------------- | ----------------------- | ------------------- | ---------------------------- | ------------------------------------------------------------------------------------ |
| Amenhotep Sise | Secondo Profeta di Amon | Sheikh Abd el-Qurna | XVIII dinastia (Thutmosi IV) | alla sommità del versante est della collina, sotto la TT81; a nord delle TT76 e TT78 |

## Biografia
Uniche notizie ricavabili dai rilievi parietali sono il nome della madre, Paa, e della moglie, Roy.

## La tomba
Un corridoio dà accesso a una sala trasversale non perfettamente ortogonale all'asse della tomba, comunque in linea con le planimetrie delle tombe del periodo. Uno dei dipinti parietali rappresenta il defunto, con figli e aiutanti, che ispeziona alcuni magazzini di Amon, nonché alcuni atelier di scultori e orafi, ed assiste alla pesatura di oro. In altre scene, il defunto controlla le forniture di grano, il raccolto e costruttori di carri. Un rilievo parietale su tre registri mostra il defunto controllare e presentare doni preziosi, tra cui alcune statue reali, al tempio di Amon; il defunto e la moglie a banchetto in presenza di un concerto di musiciste (arpiste, liutiste, flauto doppio e tamburelli) e di giovani danzatrici. Su uno dei lati corti una stele mostra il defunto purificato da quattro preti in presenza di un pilastro Djed.
Un breve corridoio, sulle cui pareti è rappresentato il defunto nell'atto di abbandonare la tomba per "ammirare Amon nel suo sorgere", dà accesso a una camera asimmetrica in cui, due scene rappresentano il corteo funebre e un pellegrinaggio ad Abido; un'altra scena rappresenta l'offertorio di alcuni preti al defunto e alla moglie.
Sul fondo della camera, una breccia adduce alla TT76.

### Annotazioni
1. ↑  La prima numerazione delle tombe, dalla numero 1 alla 253, risale al 1913 con l’edizione del "Topographical Catalogue of the Private Tombs of Thebes" di Alan Gardiner e Arthur Weigall. Le tombe erano numerate in ordine di scoperta e non geografico; ugualmente in ordine cronologico di scoperta sono le tombe dalla 253 in poi.
2. ↑  I campi della Duat, ovvero l'aldilà egizio, si trovavano, secondo le credenze, proprio sulla riva occidentale del grande fiume.
3. ↑  Nella sua epoca di utilizzo, l'area era nota come "Quella di fronte al suo Signore" (con riferimento alla riva orientale, dove si trovavano le strutture dei Palazzi di residenza dei re e i templi dei principali dei) o, più semplicemente, "Occidente di Tebe".
4. ↑  le Tombe dei Nobili, benché raggruppate in un'unica area, sono di fatto distribuite su più necropoli distinte.
5. ↑  Le note, sovente di inquadramento topografico della tomba, sono tratte dal "Topographical Catalogue" di Gardiner e Weigall, ed. 1913 e fanno perciò riferimento alla situazione dell'epoca.

### Fonti
1. ↑  Gardiner e Weigall 1913.
2. ↑  Donadoni 1999,  p. 115.
3. 1 2  Porter e Moss 1927,  p. 146.
4. ↑  Gardiner e Weigall 1913, pp. 22-23.
5. ↑  Porter e Moss 1927,  pp. 146-149.